# Fokko Rijkens
Fokko Rijkens (1961) is een Nederlands kunstschilder.
Rijkens is een van de vertegenwoordigers in de Nederlandse schilderkunst van de nieuwe figuratieve stroming van begin jaren negentig. Hij is in 1988 als fijnschilder afgestudeerd aan de Academie Minerva te Groningen. Hij kiest in zijn werk meestal gedurende één jaar een centraal thema, zoals dans, gezegden of een metaforisch thema als de vier jaargetijden en de Bijbel als uitgangspunt. De beelden in zijn schilderijen komen uit het leven van alledag.
Door de gelaagdheid in zowel techniek (van fijnschilderkunst tot impressionisme) als onderwerp, met vaak surrealistische elementen, ontstaat een sprookjesachtig beeld. Rijkens schildert eerst alla prima in een aquarel-achtige laag, die hij vervolgens uitwerkt met intensievere kleuren en meer olieverf.